# Mikołaj Potocki (zm. 1572)
Mikołaj Potocki herbu Pilawa (ur. 1517/1520 w Kamieńcu Podolskim, zm. 2 maja 1572) – rotmistrz królewski (1550 r.), zawiadowca zamku kamienieckiego (1555 r.), strażnik polny koronny w latach 1569–1572, starosta chmielnicki (1569 r.), kamieniecki (1571 r.), rotmistrz jazdy obrony potocznej w latach 1549–1572.

## Życiorys
Syn Jakuba, protoplasty rodu i Katarzyny Jemielnickiej (zm. przed 1544 r.), brat Andrzeja, chorążego kamienieckiego, ojciec: Andrzeja kasztelana kamienieckiego, Jana, Jakuba, Stefana, wojewodów bracławskich.
Posiadał majątek Potok (Potok Złoty od roku 1601). W 1550 r. został dworzaninem i rotmistrzem królewskim. Od 1555 r. był zawiadowcą zamku kamienieckiego. Pełnił też urząd starosty: chmielnickiego od 1569 oraz kamienieckiego od 1571 r.
Jego żoną była Anna Czermińska (Czermieńska) herbu Ramułt, córka pisarza kamienieckiego Andrzeja Czermińskiego, wdowa Sebastiana Książnickiego, dziedziczka wsi Paniowce, Sutyniowce (Szutniowce), Malinicze, Michałków na Podolu.

## Literatura
- Marek Plewczyński: Potocki Mikołaj h. Pilawa (zm. 1572). [W:] Polski Słownik Biograficzny. T. XXVIII/1, zeszyt 116. Wrocław – Warszawa – Kraków – Gdańsk – Łódź: Zakład Narodowy im. Ossolińskich, Wydawnictwo Polskiej Akademii Nauk, 1983, 1–176 s., s. 103–105.
- Tomasz Henryk Skrzypecki: Potok Złoty na tle historii polskich kresów południowo-wschodnich. Opole: Solpress 2010, 256 s. ISBN 978-83-927244-4-5.
- Simone Starovolscio: Monumenta Sarmatarum. Cracoviae, 1655, s. 494. (łac.)
- Teodor Żychliński: Potoccy herbu Pilawa. W: Złota księga szlachty polskiej. Rocz. XIV. Poznań, 1892, s. 24–25.